# Hamza Abdo
Hamza Ziyad Abdo, noto anche come Hamza Abdouh (in arabo حمزة زياد عبده‎?; Gerusalemme, 1º gennaio 1991), è un ex nuotatore palestinese, specializzato negli stili libero e farfalla.

## Biografia
È cugino del nuotatore palestinese Rad Aweisat, anche lui olimpionico.
Rappresentò la Palestina ai Giochi olimpici estivi di Pechino 2008, dove ottenne il 73º tempo nelle batterie dei 50 m stile libero e fu eliminato.
Prima delle Olimpiadi, l'Australian Broadcasting Corporation riferì delle difficoltà incontrate negli allenamenti, avendo egli a disposizione solo una piscina di 18 metri, anziché una piscina olimpionica standard di 50 metri. Il suo allenatore, pur rilevando il sostegno dell'Associazione israeliana di nuoto, si lamentò disagi nella preparazione, a causa delle restrizioni di viaggio imposte ai cittadini palestinesi dall'occupazione israeliana e dalla mancanza di fondi palestinesi.
In carriera stabilì il record palestinese per i 100 metri stile libero e i 100 metri farfalla. Il suo record personale nei 100 metri stile libero è di 56 secondi.